# 모쯔이
모쯔이(중국어 정체자: 莫子儀, 병음: Mò Zhîyí, 한자음: 막자의, Morning Tzu-Yi Mo, 1981년 6월 23일 ~ )는 대만의 배우이다 각본이다.

## 방송
- 매매
- 찬란시광
- 섭소천
- 대북가수